# Gallai Rezső
Gallai Rezső (Szombathely, 29 januari 1904 – Győr, 25 september 2014) was een Hongaarse supereeuweling. 
Rezső trouwde twee keer en had twee zonen. Na het overlijden van de bijna 112-jarige Italiaan en officiële oudste man ter wereld Arturo Licata op 24 april 2014 was er geen enkele Europese man van minstens 110 jaar wiens leeftijd geverifieerd was, hoewel er wel documenten zijn ingeleverd die zijn leeftijd bevestigden. Aldus zou Rezső als 110-jarige de oudste Europese man zijn geweest tussen 24 april 2014 en zijn overlijden op 25 september van datzelfde jaar.